# Ichneumon gallicanus
Ichneumon gallicanus är en stekelart som beskrevs av Cuvier 1833. Ichneumon gallicanus ingår i släktet Ichneumon och familjen brokparasitsteklar. Inga underarter finns listade i Catalogue of Life.